# Kristyor község
Kristyor község (románul: Comuna Crișcior) község Hunyad megyében, Romániában. Központja Kristyor, beosztott falvai Gurabárza, Vályaárszuluj, Zdrápc.

## Népessége
A 2011-es népszámlálás adatai alapján a község népessége 3841 fő volt.